# Charleville-Mézières
Charleville-Mézières es una localidad y comuna francesa situada en el departamento de las Ardenas y en la región de Gran Este.
Su gentilicio en francés es carolomacériens. Los habitantes del Charleville eran carolopolitains y los de Mézières, mazériens.

## Historia
El actual Mont Olympe fue llamado durante mucho tiempo Montagne du Castelet. Este nombre le venía de haber sido el emplazamiento de un pequeño campamento fortificado romano (castelletum), donde Carlos Gonzaga mandaría edificar una fortaleza, finalmente arrasada bajo Luis XIV.
Mézières deriva su nombre de maceriae (‘muros’ o ‘murallas’). Hace referencia tanto a la fortificación romana como al pequeño castillo de madera que se edificó en el siglo IX para vigilar los vados del río Mosa. En el año 843, tras el Tratado de Verdún, Mézières quedó en Francia, mientras que la orilla opuesta quedó en Lotaringia.
Charleville comenzó a erigirse en 1606. Nació de la idea de Carlos I de Gonzaga-Nevers —los Gonzaga eran una importante casa de nobles de Mantua— de erigir una ciudad conforme a los valores renacentistas. Su arquitecto fue Clément Métezeau, cuyo hermano fue el arquitecto de la place des Vosges, en París. Para Gonzaga, la nueva villa había de ser una ciudad comercial, frente al papel militar de Mézières.
El municipio de Charleville-Mézières aparece el 1 de octubre de 1966 por la fusión de Charleville, Étion, Mézières, Mohon y Montcy-Saint-Pierre.
Fue cuna del poeta simbolista y decadentista Arthur Rimbaud.

## Geografía
La ciudad debe su origen a los vados sobre el río Mosa. Aunque actualmente no tiene tanta importancia viaria, sigue disfrutando de la proximidad de importantes centros, como París o Bruselas.

### Clima
Charleville-Mézières tiene un clima oceánico (según la clasificación climática de Köppen Cfb) los inviernos son relativamente fríos, los veranos son relativamente cálidos y las precipitaciones están bien distribuidas durante todo el año.
Al estar situado en un punto estratégico de las Ardenas, la ciudad adquiere un microclima satisfactorio. La ciudad se encuentra en el cruce de diferentes ecosistemas: el sur, una llanura árida tiza dando champán y muy apreciado especialmente cereales, al norte de los valles boscosos. Al este y al oeste ofrecen tierras de cultivo, pastizales son de alto valor para las situaciones. Charleville-Mézières se encuentra en un clima económico favorable, es cada vez más en la desembocadura del valle del río Mosa, lo que le da una característica del tiempo vis-à-vis de los vientos norte-sur. La ciudad entonces propuso un resto clima más neutral del departamento.
| Parámetros climáticos promedio de Charleville-Mézières | Parámetros climáticos promedio de Charleville-Mézières | Parámetros climáticos promedio de Charleville-Mézières | Parámetros climáticos promedio de Charleville-Mézières | Parámetros climáticos promedio de Charleville-Mézières | Parámetros climáticos promedio de Charleville-Mézières | Parámetros climáticos promedio de Charleville-Mézières | Parámetros climáticos promedio de Charleville-Mézières | Parámetros climáticos promedio de Charleville-Mézières | Parámetros climáticos promedio de Charleville-Mézières | Parámetros climáticos promedio de Charleville-Mézières | Parámetros climáticos promedio de Charleville-Mézières | Parámetros climáticos promedio de Charleville-Mézières | Parámetros climáticos promedio de Charleville-Mézières |
| Mes                                                    | Ene.                                                   | Feb.                                                   | Mar.                                                   | Abr.                                                   | May.                                                   | Jun.                                                   | Jul.                                                   | Ago.                                                   | Sep.                                                   | Oct.                                                   | Nov.                                                   | Dic.                                                   | Anual                                                  |
| ------------------------------------------------------ | ------------------------------------------------------ | ------------------------------------------------------ | ------------------------------------------------------ | ------------------------------------------------------ | ------------------------------------------------------ | ------------------------------------------------------ | ------------------------------------------------------ | ------------------------------------------------------ | ------------------------------------------------------ | ------------------------------------------------------ | ------------------------------------------------------ | ------------------------------------------------------ | ------------------------------------------------------ |
| Temp. máx. abs. (°C)                                   | 15.0                                                   | 17.5                                                   | 22.0                                                   | 28.1                                                   | 30.7                                                   | 34.9                                                   | 35.9                                                   | 37.0                                                   | 30.7                                                   | 27.7                                                   | 19.9                                                   | 15.6                                                   | 37.0                                                   |
| Temp. máx. media (°C)                                  | 5.1                                                    | 6.6                                                    | 10.8                                                   | 14.6                                                   | 18.8                                                   | 21.6                                                   | 24.1                                                   | 23.7                                                   | 19.6                                                   | 14.9                                                   | 9.1                                                    | 5.7                                                    | 14.6                                                   |
| Temp. mín. media (°C)                                  | -0.5                                                   | -0.7                                                   | 1.6                                                    | 3.3                                                    | 7.3                                                    | 10.2                                                   | 12.1                                                   | 11.7                                                   | 8.9                                                    | 6.2                                                    | 2.7                                                    | 0.5                                                    | 5.3                                                    |
| Temp. mín. abs. (°C)                                   | -17.5                                                  | -16.7                                                  | -13.8                                                  | -8.5                                                   | -4.4                                                   | -2.4                                                   | 1.7                                                    | 0.4                                                    | -2.0                                                   | -6.7                                                   | -11.8                                                  | -16.4                                                  | -17.5                                                  |
| Precipitación total (mm)                               | 102                                                    | 77                                                     | 82                                                     | 63                                                     | 69                                                     | 70                                                     | 75                                                     | 71                                                     | 67                                                     | 88                                                     | 87                                                     | 106                                                    | 958                                                    |
| Días de precipitaciones (≥ 1 mm)                       | 13.7                                                   | 11.3                                                   | 13.3                                                   | 10.9                                                   | 11.3                                                   | 10.4                                                   | 10.0                                                   | 9.6                                                    | 10.2                                                   | 11.8                                                   | 12.9                                                   | 14.1                                                   | 139.5                                                  |
| Horas de sol                                           | 53.6                                                   | 66.5                                                   | 118.5                                                  | 163.5                                                  | 186.6                                                  | 195.2                                                  | 206.3                                                  | 196.9                                                  | 143.5                                                  | 97.2                                                   | 45.6                                                   | 42.6                                                   | 1515                                                   |
| Fuente: Météo France                                   |                                                        |                                                        |                                                        |                                                        |                                                        |                                                        |                                                        |                                                        |                                                        |                                                        |                                                        |                                                        |                                                        |

## Demografía
Evolución de la población. Téngase en cuenta que hasta 1966 se trata de la población de la antigua Charleville. Posteriormente ya incluye Mézières y otras tres comunas anexionadas (Étion, Mohon y Montcy-Saint-Pierre).
| Año  | Habitantes |
| ---- | ---------- |
| 1793 | 7240       |
| 1800 | 7724       |
| 1806 | 8430       |
| 1821 | 8320       |
| 1831 | 7773       |
| 1836 | 8868       |
| 1831 | 9875       |
| 1846 | 9353       |
| 1851 | 9162       |
| 1866 | 11 244     |
| 1872 | 12 676     |
| 1876 | 13 759     |
| 1881 | 16 185     |
| 1886 | 16 906     |
| 1891 | 17 390     |
| 1896 | 17 805     |
| 1901 | 18 772     |
| 1906 | 20 702     |
| 1911 | 22 654     |
| 1921 | 21 689     |
| 1926 | 22 634     |
| 1931 | 22 708     |
| 1936 | 22 557     |
| 1946 | 20 193     |
| 1954 | 22 536     |
| 1962 | 49 973     |
| 1968 | 55 545     |
| 1975 | 60 176     |
| 1982 | 58 667     |
| 1990 | 57 008     |
| 1999 | 55 490     |
| 2007 | 51 070     |

| 1962   | 1968   | 1975   | 1982   | 1990   | 1999   | 2010    |
| ------ | ------ | ------ | ------ | ------ | ------ | ------- |
| 58.337 | 64.273 | 69.124 | 67.694 | 67.213 | 65.727 | 106.747 |

Las comunas de la aglomeración urbana (agglomération urbaine) son:
- Charleville-Mézières
- La Francheville
- Montcy-Notre-Dame
- Warcq
- Prix-lès-Mézières
- Les Ayvelles.

## Administración y política
En el referendo sobre la Constitución Europea ganó el no con un 58,50 % de los votos.
Algunos resultados electorales recientes (primeras vueltas del sistema francés):
| Extrema izquierda | Lista de izquierda (socialistas, comunistas y otros) | Ecologistas | Dos listas de derecha tradicional | Frente Nacional | Extrema derecha |
| ----------------- | ---------------------------------------------------- | ----------- | --------------------------------- | --------------- | --------------- |
| 6,4 %             | 39,2 %                                               | 5,8 %       | 29,5 %                            | 17,1 %          | 2,0 %           |

## Economía
Según el censo de 1999, la distribución de la población activa por sectores era:
| agricultura | industria | construcción | servicios |
| ----------- | --------- | ------------ | --------- |
| 0,4 %       | 18,6 %    | 4,6 %        | 76,4 %    |

## Ciudades hermanadas
Charleville-Mézières mantiene un hermanamiento de ciudades con:
- Dülmen, Renania del Norte-Westfalia, Alemania.
- Euskirchen, Renania del Norte-Westfalia, Alemania.
- Iida, Nagano, Japón.
- Mantua, Lombardía, Italia.
- Mérida, Venezuela.
- San Felipe, Venezuela
- Nordhausen, Turingia, Alemania.
- Nevers, Borgoña-Franco Condado, Francia.
- Tolosa, España.